# Georg Klauer
Gustav Edgar Georg Emil Klauer (* 9. Juni 1876 in Berlin; † 6. Oktober 1947 ebenda) war der letzte Präsident des Reichspatentamts.

## Leben
Klauer war der Sohn des Marineoberingenieurs Gustav Karl Friedrich Klauer. Er besuchte das Friedrich-Wilhelm-Gymnasium in Berlin und machte dort 1894 sein Abitur. Anschließend studierte er Rechtswissenschaften in Tübingen, Freiburg i.Br., Leipzig und Berlin. Nach dem Assessorexamen 1903 und einigen Stationen als Hilfsrichter wurde er 1909 Amtsrichter in Berlin-Schöneberg. 1910 wurde er kommissarisch, 1911 auch formell ans Reichspatentamt abgeordnet. Im Ersten Weltkrieg leistete er von 1915 bis 1918 Kriegsdienst beim Kaiserlichen Motorbootkorps. 1921 wechselte er in das Reichsjustizministerium, wo er 1924 zum Ministerialrat befördert wurde. Dort war er mit der Novellierung des Patentgesetzes und des Urheberrechtsgesetzes befasst. Am 1. März 1934 wurde er Präsident des Reichspatentamts und blieb dies bis zum Ende des Zweiten Weltkriegs. 1933 gehörte Klauer zu den Gründungsmitgliedern der nationalsozialistischen Akademie für Deutsches Recht Hans Franks.

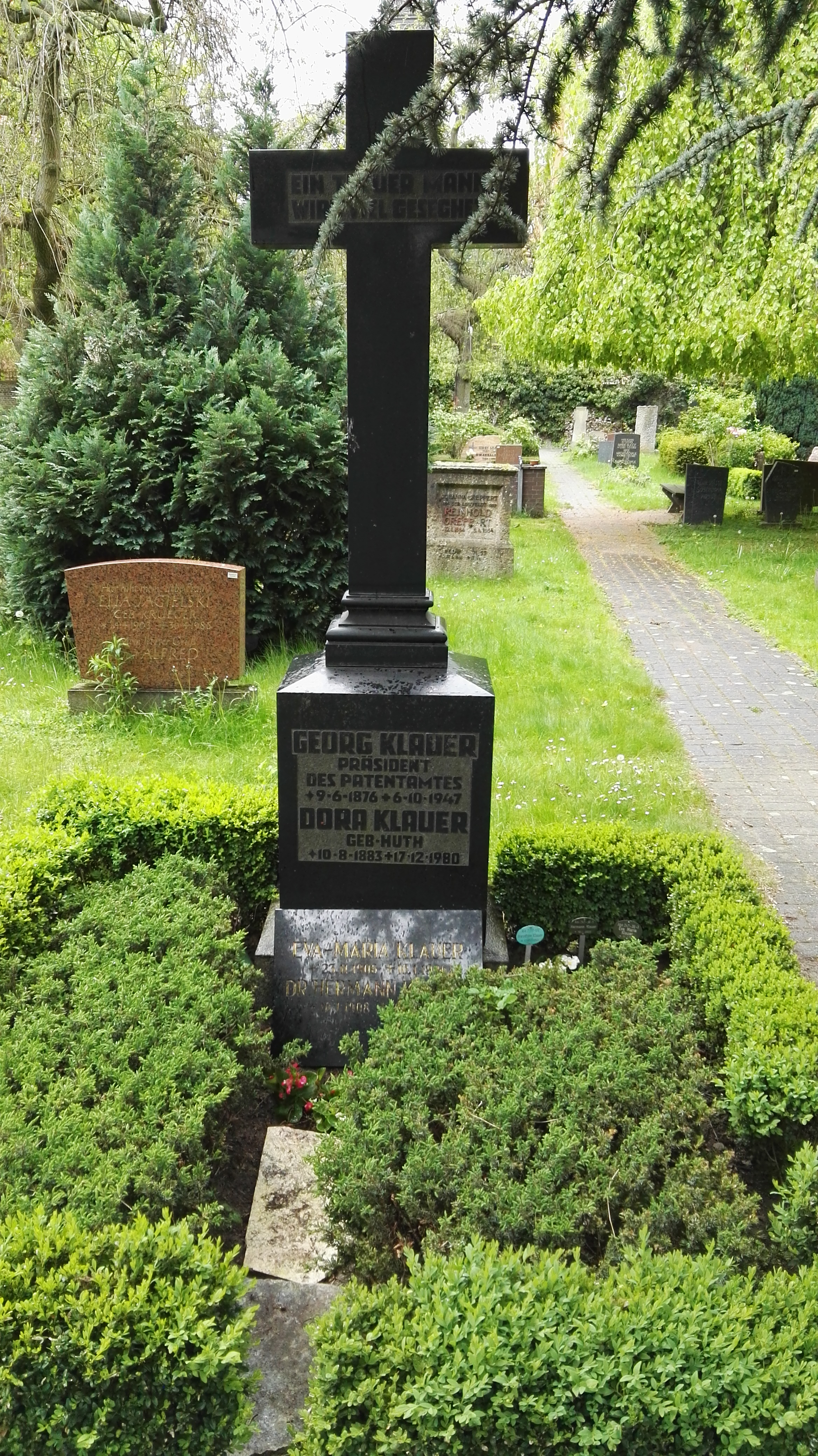
Grabstätte

Zwei Jahre nach Kriegsende starb er durch Freitod. Er hinterließ seine Ehefrau Dora, geb. Huth (geb. 1883) sowie zwei Kinder. Klauer ist auf dem Alten Zwölf-Apostel-Kirchhof bestattet.

## Veröffentlichungen
- Das Zugabewesen: nach der Verordnung des Reichspräsidenten zum Schutze der Wirtschaft vom 9. März 1932, Vahlen, Berlin 1932.
- Patentanwaltsgesetz vom 28. September 1933. Vahlen, Berlin 1933 (Sammlung Vahlen; 19).

- Die neuen Aufgaben des Reichspatentamtes. In: Akademie für Deutsches Recht (Hrsg.): Das Recht des schöpferischen Menschen. Reichdruckerei, Berlin 1936, S. 55–67.
- zusammen mit Philipp Möhring und Rudolf Friedrich: Patentgesetz vom 5. Mai 1936, Kommentar, 2 Bände. Vahlen, Berlin 1937–1940.
- Das neue deutsche Patentgesetz und die Rechte des angestellten Erfinders. Vulkan-Verlag, Essen 1938.
- Die Vereinheitlichung des Patentwesens im Altreich und in der Ostmark nebst kurzer Übersicht über die Rechtslage in den wiedervereinigten Gebieten. Vahlen, Berlin 1940.
- Gebrauchsmustergesetz vom 5. Mai 1936, Kommentar, mit Philipp Möhring, 1940